# Sensor de força resistiu

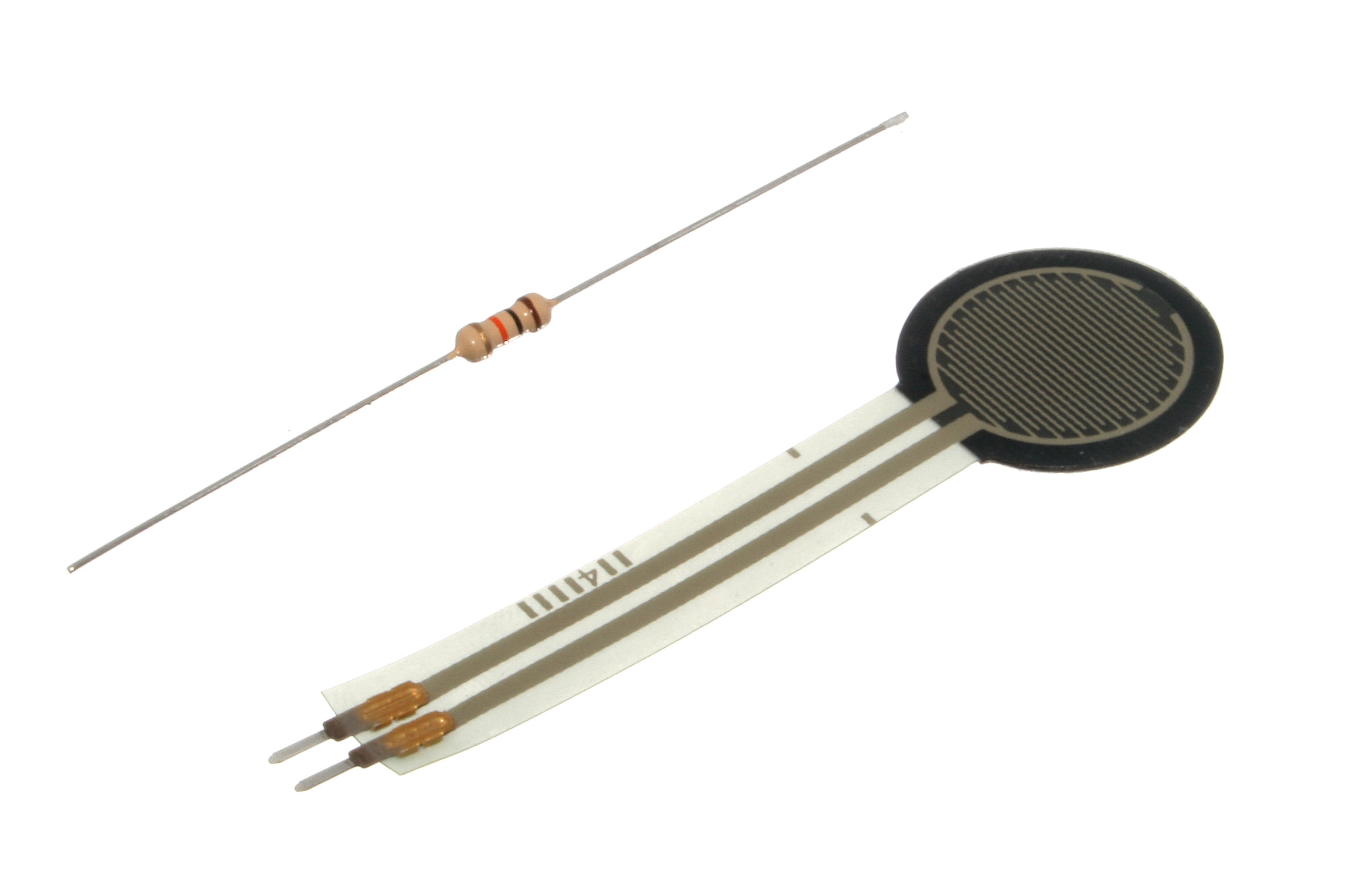
Figura 1. Un sensor de força resistiu, dreta, al costat d'un resistor, esquerra.

Un sensor de força resistiu, també conegut com a FSR de l'anglès force sensing resistor, és un dispositiu pla i flexible, fabricat amb polímers, que redueix la seva resistència elèctrica quan s'hi aplica una força o pressió perpendicular a la superfície.
Aquests sensors estan compostos per dues làmines enganxades. A la primera s'hi col·loca un patró conductiu i a la segona s'hi diposita un polímer semiconductor. El dispositiu resultant té una resistència elevada, 1 MΩ, quan s'hi aplica una força de menys de 10 grams. A mesura que s'hi carrega més força la resistència disminueix, fins a 1 kΩ quan s'hi apliquen 10 kg.
El principal inconvenient dels sensors de força resistius és la seva baixa precisió, ±15%, per altra banda tenen unes petites dimensions, són robusts i assequibles. Tot i que es fan servir en tot tipus d'aplicacions, en destaca especialment l'ús en sistemes de biomecànica i robòtica que no necessiten mesures d'alta precisió.

## Funcionament
Un sensor de força resistiu està format, generalment, de cinc capes molt fines, tal com es pot veure a la figura 2. A la part superior i inferior, en contacte amb l'exterior, hi ha un film d'aïllament elèctric. En contacte amb els dos films protectors hi ha dos fins elèctrodes que estan connectats als terminals del sensor. Finalment, separant els elèctrodes hi ha una capa de tinta sensible a la pressió.

Figura 2. Principals components d'un sensor de força resistiu.

El component clau d'aquest dispositiu és la capa de tinta sensible a la pressió. Aquesta capa es produeix imprimint tinta piezoresistiva amb un patró concret. Aquesta tinta és una solució de partícules submicròmiques de diversos òxids metàl·lics (com {\displaystyle PbO}, {\displaystyle B_{2}O_{2}} o {\displaystyle RuO_{2}} entre d'altres) en concentracions variables entre el 5 i 60%. La capa de tinta sol tenir una gruixudesa d'entre 10-40 μm i es forma assecant la tinta a aproximadament 150 °C i després sinteritzant el patró a temperatures d'entre 700 i 900 °C. La sinterització fa que s'uneixin grans d'òxids conductors i aïllants, donant-los cohesió i resistència.
El mecanisme per convertir la força a resistència elèctrica s'il·lustra a la figura 3. Hi ha tres possibles mecanismes que expliquen perquè un increment de pressió causa un increment de conductivitat en el film. Aquests principis són la conductivitat, el salt d'electrons i l'efecte túnel.

Figura 3. Principis de funcionament de la tinta sensible a pressió.

Hi ha dos tipus diferents de partícules d'òxids a la tinta: conductives i aïllants. Si s'aplica pressió més partícules conductores s'apropen, entren en contacte i formen passos conductius. L'efecte túnel també pot incrementar la conducció de la tinta quan les partícules d'òxids s'apropen molt entre elles, de l'ordre d'1 nm. Finalment, el salt d'electrons també afecta quan les distàncies entre partícules són d'aproximadament 10 nm.
El resultat és un sensor que funciona com un resistor amb un valor variable segons la pressió que se li aplica. La conductància varia de forma aproximadament lineal respecte la força aplicada, amb un error de linealitat generalment inferior al ±3%. Quan no s'hi aplica cap força la resistència és de l'ordre de megaohms (conductivitat molt baixa). A mesura que s'incrementa la força aplicada la resistència decreix, eventualment arribant a uns 10 kΩ o menys (s'incrementa la conductivitat). Generalment, la sensibilitat dels sensors de força resistius és elevada, podent registrar contactes suaus de 5 g. Tot i això, per entrar a la regió lineal del sensor, s'hauria de comprimir amb 40 g o més de força en un 80% de la superfície sensible. Els circuits externs per convertir la conductivitat a voltatge analògic poden ser relativament simples, com un divisor de tensió.
En general, aquests sensors es poden fabricar amb factors de forma molt diversos per a una gran varietat d'aplicacions.

## Circuits d'interfície
La resistència d'un sensor de força resistiu, {\displaystyle R_{s}}, canvia de forma no lineal respecte la força aplicada. Per altra banda la funció recíproca, la conductància {\displaystyle a}, és gairebé lineal respecte la força:

| {\displaystyle a\approx kF\quad {\text{i}}\quad a={\dfrac {1}{R_{s}}}} | \| \| \| \| \| \| \| \| | (1) |
|                                                                        |                         |     |
|                                                                        |                         |     |
On: (1) {\displaystyle k} és un coeficient de força que depèn de les propietats conductives i geomètriques de la tinta sensible a pressió; i (2) {\displaystyle F} és la força aplicada perpendicularment al sensor en newtons.
Aquesta característica linear es pot emprar en un circuit d'interfície com el de la figura 4. En aquest circuit el sensor de força resistiu, {\displaystyle R_{s}}, forma part d'un pont de resistors connectats a un amplificador operacional. El voltatge de sortida de l'amplificador és una funció gairebé lineal segons la força aplicada:

| {\displaystyle V_{out}={\dfrac {V_{DD}}{2}}\left({\dfrac {R}{R_{s}}}-1\right)\approx {\dfrac {V_{DD}}{2}}(Ra-1)={\dfrac {V_{DD}}{2}}(RkF-1)} | \| \| \| \| \| \| \| \| | (2) |
| |                         |     |
| |                         |     |

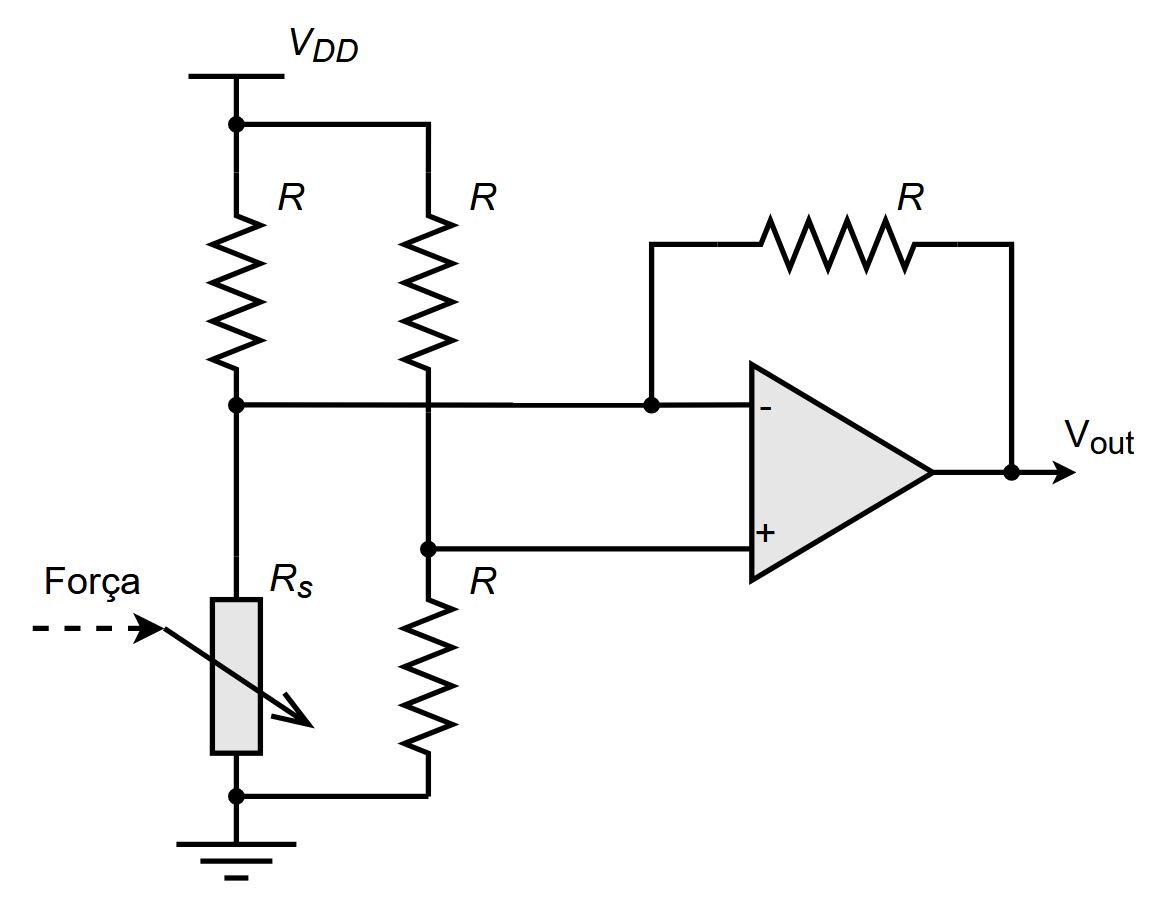
Figura 4. Exemple d'un possible circuit d'interfície per obtenir mesures d'un sensor de força resistiu. El sensor de força resistiu,, és part d'un pont de resistors connectats a un amplificador operacional.

Tot i això, s'ha de destacar que la conductància pot variar notablement quan el polímer es manté polsat durant llargues estones o la temperatura canvia notablement.